# NGC 5793
NGC 5793 est une galaxie spirale située dans la constellation de la Balance. Sa vitesse par rapport au fond diffus cosmologique est de 3 697 ± 68 km/s, ce qui correspond à une distance de Hubble de 54,5 ± 3,9 Mpc (∼178 millions d'al). NGC 5793 a été découverte par l'astronome américain Francis Leavenworth en 1886.
La classe de luminosité de NGC 5793 est II et c'est une galaxie active de type Seyfert 2. La luminosité de NGC 5793 dans l'infrarouge lointain (de 40 à 400 µm)  est égale à 3,63 × 1010 {\displaystyle L_{\odot }} (1010,56{\displaystyle L_{\odot }}) et sa luminosité totale dans l'infrarouge (de 8 à 1 000 µm) est de 4,47 × 1010 {\displaystyle L_{\odot }} (1010,65{\displaystyle L_{\odot }}).

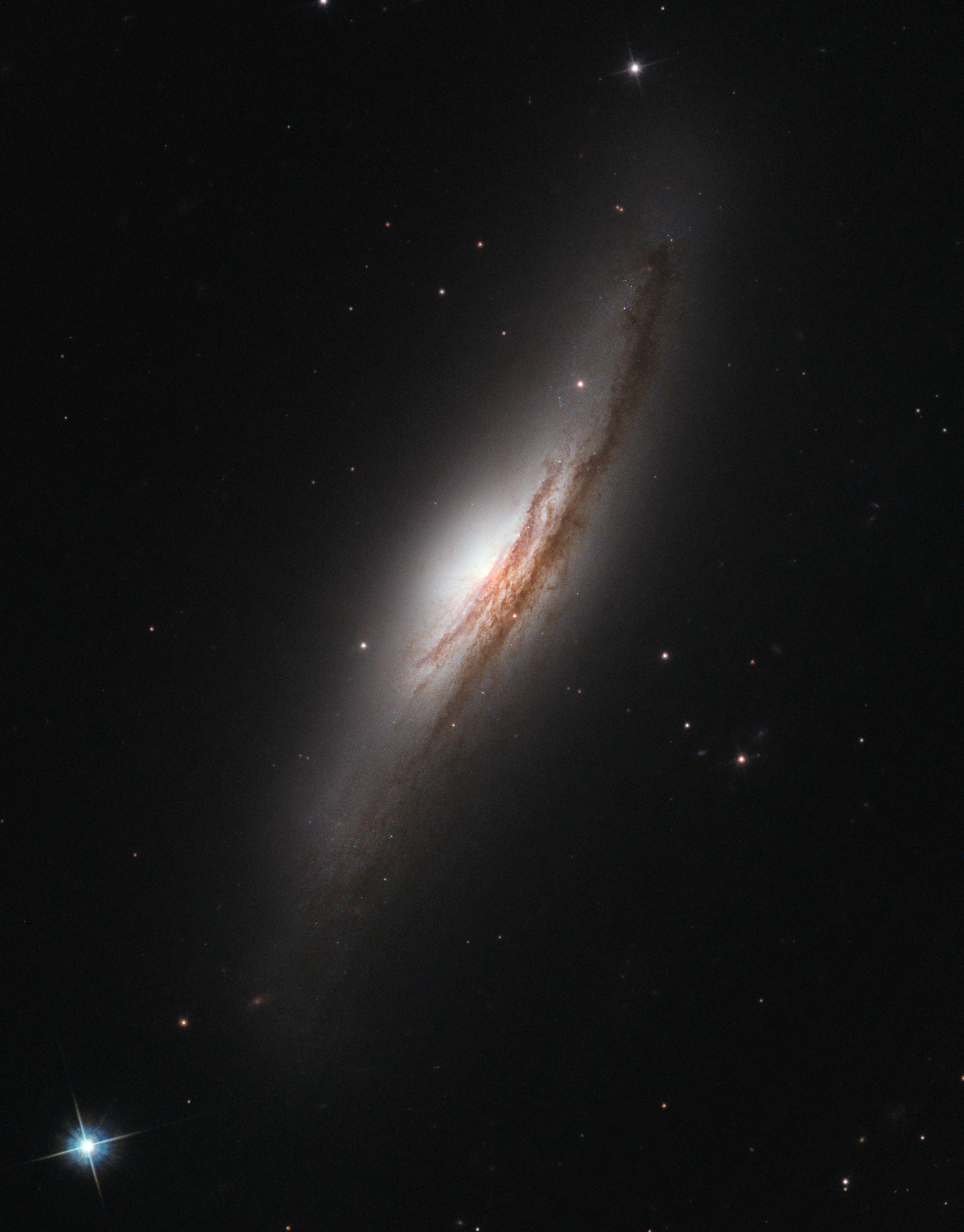
NGC 5793 par le télescope spatial Hubble.